# Herina tristis
Herina tristis är en tvåvingeart som först beskrevs av Johann Wilhelm Meigen 1826.  Herina tristis ingår i släktet Herina och familjen fläckflugor. Inga underarter finns listade i Catalogue of Life.